# يرقان وليدي
اليرقان الوليدي هو اصفرار يصيب بشرة وعين الطفل، وهو حالة طبية تتطلب عناية خاصة بحديث الولادة، وهو ناتج عن زيادة مستوى البيليروبين في الدم عن الحد الطبيعي، والبيليروبين هي مادة تُنتج عند تحلل خلايا الدم الحمراء وتكون سامة عند زيادة تركيزها في الدم، ولتجنب ذلك يقوم الكبد بالتخلص منها وطرحها في الصفراء،ومنها إلى الأمعاء ثم عن طريق البراز تُطرح خارج الجسم ، جزء قليل من البيليروبين المرتبط يعُاد امتصاصه إلى الدم ليُطرح بعدها في البول. في الجنين يقوم كبد الأم الحامل بكل هذه الوظائف.

زيادة تركيز البيليروبين في الدم يؤدي إلى ظهور اليرقان، ويمكن أن يكون هذا العرض فسيولوجياً بسبب عدم اكتمال نمو بعض أعضاء جسم الطفل، أو تأخر نموها، وتظهر علاماته على الطفل بعد اليوم الأول من ولادته، أو قد يكون عرضاً مرضياً ويمكن أن يولد الطفل مصاباً به أو خلال اليوم الأول للولادة.

اليرقان النووي هو من أخطر مضاعفات وصول مادة البيليروبين إلى مخ الطفل وقد تم اكتشافه عام 1875م، حيث يحدث تصبغ لنسيج المخ باللون الأصفر.

اليرقان الوليدي منتشر بكثرة حول العالم، ويختلف انتشاره حسب العرق والدولة، حيث تزيد نسبة انتشاره في مجتمعات شرق آسيا والهنود الأمريكيين، بينما يقل في السود، كذلك وجد أنه يزيد في شعوب المناطق المرتفعة.

## أنواع اليرقان الوليدي
1. يرقان فسيولوجي: يحدث في معظم حديثي الولادة بسبب زيادة تكسر خلايا الدم الحمراء، يقابله عدم كفاءة الكبد في التخلص من البيليروبين الناتج من عملية التكسير. تظهر عليهم علامات اليرقان بعد اليوم الأول من الولادة حتى الأسبوع الثالث.
2. اليرقان المرضي: يحدث نيتجة الزيادة الكبيرة في تحلل خلايا الدم الحمراء ، أو بسبب خلل في الكبد يجعله غير قادر على التخلص من البيليروبين.

## الأسباب

### اليرقان الفيسيولوجي
يصاب معظم الأطفال باليرقان بسبب ارتفاع تركيز البيليروبين غير المقترن خلال الأسبوع الأول من عمر الطفل. صنف هذا النمط من فرط بيليروبين الدم إلى فترتين مختلفتين.
المرحلة الأولى
- الأطفال الطبيعيين: يستمر اليرقان لمدة 10 أيام مع ارتفاع سريع في مستوى البيليروبين في الدم حتى (12 مجم / ديسيلتر).
- أطفال الولادة المبكرة : يستمر اليرقان لمدة أسبوعين تقريبًا، مع ارتفاع سريع في مستوى البيليروبين في الدم يصل إلى (15 مجم / ديسيلتر).

المرحلة الثانية
- الأطفال الطبيعيين: تنخفض مستويات البيليروبين إلى حوالي (2 مجم / ديسيلتر) لمدة أسبوعين حتى تتعادل مع القيم الطبيعية.
- أطفال الولادة المبكرة: يمكن أن تستمر المرحلة الثانية لأكثر من شهر واحد.

تشمل آليات الإصابة باليرقان الفسيولوجي الأتي:
1. نقص في نشاط الإنزيم غلوكورونوزيل ترانسفيراز الذي يربط البيليروبين الغير مقترن بالجلوكويورونيت ليصبح بيليروبين مقترن قبل طرحة في الصفراء.[5] قبل الولادة، يكون هذا الإنزيم غير في حالة تثبيط حتى يبقى البيلوروبين في حالتة غير المقترنه لتمكن من العبور عبر المشيمة. بعد الولادة، يستغرق هذا الإنزيم بعض الوقت للتنشيط.
2. فترة حياة خلايا الدم الحمراء أقصر في الرضع.[5] تبلغ 80- 90 يومًا مقارنة بـ 120 يوم لدى البالغين.
3. عدم تحول البيليروبين إلى يوروبيلينوجين في الأمعاء بواسطة الفلورا المعوية، مما يؤدي إلى إعادة إمتصاص كميات كبيرة نسبيًا من البيليروبين مرة أخرى الى الدم.[5]

## الأعراض
تبدأ أعراض الاصفرار في العينين، والوجة ، وتزداد عند الضغط على الجلد، ، كما تظهر في الجذع والأطراف.
بعض الأعراض العصبية مثل تغير في توتر العضلات وتشنجات قد تظهر عند حدوث اليرقان النووي. بالإضافة إلى ذلك قد تظهر أعراض فقر الدم الانحلالي مثل تضخم الكبد والطحال وظهور الحبرات.

## التشخيص
بسبب كثرة انتشار اليرقان فإن التشخيص في معظم الأحيان يعتمد على وجود الإصفرار في الجلد والعينين، لكن ذلك لا يمكن أن يحدد مستوى تركيز البيليروبين في الدم، لذلك يلجأ الأطباء إلى عمل فحوصات إضافية:
1. فحص مستوى تركيز البيليروبين في دم الطفل.
2. الفحص بجهاز مقياس البيليروبين عبر الجلد.

## مضاعفات اليرقان
- اليرقان النووي: حيث يصل جزء من البيليروبين الحر ويعبر الحاجز الدموي الدماغي ويسبب تعطل في بعض الوظائف العصبية.

## العلاج
في كثير من الأحيان لا يحتاج اليرقان الوليدي إلى علاج ويختفي تلقائياً بمرور أسبوع أو أسبوعين. بعض الحالات تتطلب إجراءات لخفض تركيز البيليروبين بشكل أسرع، ومن ذلك:
- العلاج الضوئي:

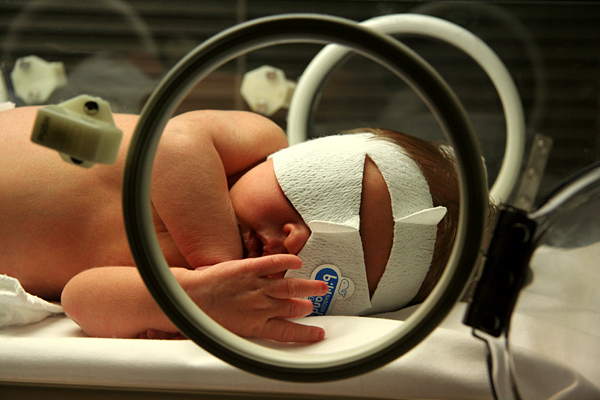
طفل وليد تحت العلاج الضوئي لعلاج اليرقان

حيث يتم تعريض الطفل المصاب إلى موجات ضوئية أو أشعة الشمس التي تقوم بدورها بتكسير البيليروبين الموجود في الجلد، ويتم خلال عملية التعريض حماية الطفل بتغطية العينين والأعضاء التناسلية.
- تبديل الدم: حيث يتم سحب كمية صغيرة من دم الطفل عبر جهاز مخصص ويتم تنقية هذا الدم من البيليروبين الزائد ثم يعاد مرة أخرى إلى جسم الطفل، ويستخدم في بعض الحالات الطارئة وعند وجود مضاعفات.
- البروتينات المناعية: وتعطى في حالات فقر الدم الانحلالي عند عدم التوافق بين فصيلة دم الأم والطفل حيث تقوم بتقليل أثر الأجسام المضادة لدم الطفل التي تسبب تحلل كريات الدم الحمراء.